# Ліснивка
Ліснивка(пол. Leśniówka) — гірська річка в Польщі, у Бельському й Освенцимському повітах Сілезького й Малопольського воєводства. Ліва притока Соли, (басейн Балтійського моря).

## Опис
Довжина річки приблизно 6,81 км, найкоротша відстань між витоком і гирлом — 5,69  км, коефіцієнт звивистості річки — 1,20. Формується багатьма безіменними струмками, загатами та частково каналізована.

## Розташування
Бере початок у селі Кози біля гранітного кар'єру (Kamieniołom Kozy). Тече переважно на північний схід через Скотню (місто Кенти) впадає у річку Солу, праву притоку Вісли.

## Цікавий факт
- Річку перетинає автошлях № 52 (Бєльсько-Бяла — Кальварія Зебжидовська).